# Jenny Slate
Jenny Slate, född 25 mars 1982 i Milton i Massachusetts, är en amerikansk skådespelare och komiker.
Slate medverkade i Saturday Night Live 2009–2010 och har sedan dess bland annat haft roller i TV-serierna House of Lies och Parks and Recreation.

## Filmografi (i urval)
- 2009 – Late Night with Jimmy Fallon (TV-program)
- 2009–2010 – Saturday Night Live (TV-serie)
- 2011 – Alvin och gänget 3
- 2012 – This Means War
- 2012 – Lorax (röst)
- 2012, 2016 – Girls (TV-serie)
- 2012–2022 – Bob's Burgers (TV-serie) (röst)
- 2013–2015 – Kroll Show (TV-serie)
- 2013–2017 – Parks and Recreation (TV-serie)
- 2013–2016 – House of Lies (TV-serie)
- 2014 – Brooklyn Nine-Nine (TV-serie)
- 2014 – Obvious Child
- 2014–2015 – Married (TV-serie)
- 2016 – Zootropolis (röst)
- 2016 – Husdjurens hemliga liv (röst)
- 2016–2018 – Äventyrsdags (TV-serie) (röst)
- 2017 – The Lego Batman Movie (röst)
- 2017 – Gifted
- 2017 – Dumma mej 3 (röst)
- 2018 – Venom
- 2018 – Clarence (TV-serie)
- 2019 – Husdjurens hemliga liv 2 (röst)
- 2019 – Simpsons (TV-serie) (röst)
- 2021 – Marcel the Shell with Shoes On (röst som Marcel)
- 2022 – Everything Everywhere All at Once
- 2024 – Det slutar med oss
- 2025 – Passagen
- 2025 – Dying for Sex (TV-serie)